# Bangerz
Bangerz је четврти студијски албум америчке певачице Мајли Сајрус. Изашао је 4. октобра 2013. од стране RCA Records. Албум представља њен повратак музици након фокусирања на глуму како је било оригинално и планирано, Мајли је почела са плановима за пројекат касније у 2012. Рад се наставио 2013. након што је потписала уговор са издавачком кућом RCA Records. Описан по Мајли као прљави јужњачки хип хоп, Bangerz представља разлику од њеног ранијег рада, од ког каже да се осећа одвојеном. Напори углавном представљају поп албум, са текстовима који углавном говоре о вези. Албум садржи вокале неколико нових партнера, као што је поп певачицаБритни Спирс, или репери Френч Монтана, Фјучр, Лудакрис и Нели.
Албум је добио помешане до позитивних критика од стране критичара, који су похвалили продукцију и оригиналност, и Мајлину нову личност. Албум се нашао на врху листе Болборда, продавши 270.000 копија. Због тога, албум је Мајлин пети број један укључујући и саундтрекове које је урадила као Хана Монтана. То је трећи највећи износ прве недеље за женског извођаћа 2013, и албум је касније постао дупло платинумски у Америчком удружењу дискографских кућа и касније је продао милион копија. Албум је такође добио номинацију за „Најбољи поп албум” на Гремију, што означава њену прву Греми номинацију.